# Lukas Scherff
Lukas Scherff (* 14. Juli 1996 in Schwerin) ist ein deutscher Fußballspieler. Der Außenverteidiger stand zuletzt bei Hansa Rostock unter Vertrag.

## Werdegang
Scherff begann im Nachwuchs des Schweriner SC, bevor er über den FC Eintracht Schwerin 2010 in die Jugend von Hansa Rostock kam. Nach guten Leistungen im Nachwuchsleistungszentrum bis hin in die A-Junioren-Bundesliga bekam er Anfang 2015 einen Profivertrag bis 2018. In der ersten Mannschaft spielte er lediglich am 20. und 21. Spieltag der 3. Liga gegen Preußen Münster und dem FC Rot-Weiß Erfurt. Hinzu kamen zwei Einsätze im Landespokal, den Hansa am Ende auch gewann. Ehe er im Januar 2016 an den FC Schönberg 95 verliehen wurde, bekam Scherff vornehmlich Einsätze in der Oberliga bei der 2. Mannschaft des F.C. Hansa Rostock. Dort bestritt er alle Spiele über die gesamte Spielzeit.
Beim FC Schönberg 95 in der Regionalliga Nordost lief Scherff erstmals am 22. Spieltag gegen Viktoria Berlin auf. Bis zum Saisonende bestritt er dort alle weiteren Ligaspiele, insgesamt 13 an der Zahl. Im Juni 2016 wurde die Leihe nach Schönberg um ein weiteres Jahr verlängert. In der Saison 2016/17 kam Scherff auf 31 Einsätze und vier Tore in der Liga sowie drei Einsätze und ein Tor im Landespokal. Da sich der FC Schönberg 95 aus finanziellen Gründen aus der Spielklasse zurückzog, endete die Leihe von Scherff.
Wieder beim F.C. Hansa bestritt Scherff zunächst zwei Einsätze für die 2. Mannschaft der Kogge in der Oberliga, ehe er von Hansa-Trainer Pavel Dotchev am 11. Spieltag der Drittligasaison 2017/18 gegen den VfR Aalen (1:0) berücksichtigt wurde. Weitere Kurzeinsätze in der 3. Fußball-Liga folgten und am 18. Spieltag spielte Scherff beim Auswärtsspiel in Halle erstmals über ganzen 90 Minuten. Sein erster Torerfolg gelang auswärts gegen den SV Meppen am 23. Spieltag. Am Ende der Saison brachte es Lukas Scherff auf 21 Drittligaeinsätze und drei Tore sowie sechs Einsätze und drei Tore im Landespokal, den Hansa gegen den FC Mecklenburg Schwerin (2:1) gewann. Scherff galt bei vielen Kennern ab nun als Entdeckung der Saison. Bereits im Februar 2018 wurde sein Vertrag bis Ende Juni 2021 verlängert.
Lukas Scherff avancierte in der Drittligasaison 2018/19 zum Stammspieler. Sowohl Trainer Pavel Dotchev als auch Jens Härtel, der ab Januar 2019 Cheftrainer bei Hansa war, setzten auf die Leistungen Scherffs. Dessen Aufwärtstrend wurde jedoch durch einen Kreuzbandanriss im April 2019 unterbrochen. Bis dahin hatte er 28 Drittliga-Spiele absolviert und dabei drei Tore erzielt. Sein Comeback gab der Linksaußen Ende November 2019 beim Heimspiel gegen die Würzburger Kickers. Sein erster Treffer in der Saison 2019/20 gelang ihm drei Spieltage später gegen Viktoria Köln. Scherff lief ab seinem Comeback in jedem weiteren Drittliga-Spiel der Saison auf.
Seinen ersten Einsatz im DFB-Pokal erfuhr Scherff am 13. September 2020 in der 1. Hauptrunde der Saison 2020/21 gegen den Bundesligisten VfB Stuttgart. Im Laufe der Drittliga-Spielzeit 2020/21, die mit einem Aufstieg der Rostocker in die 2. Bundesliga endete, lief der Mittelfeldspieler 28 Mal für die Kogge auf. Noch vor Ablauf der Saison verlängerte er seinen Vertrag in Rostock um weitere zwei Jahre. Scherff gab sein Zweitliga-Debüt am 24. Juli 2021 im Heimspiel gegen den Karlsruher SC und musste im Ostseestadion eine 1:3-Niederlage hinnehmen. Nach fünf weiteren Pflichtspieleinsätzen, unter anderem das DFB-Pokalspiel der 1. Hauptrunde 2021/22 gegen Ligakonkurrent 1. FC Heidenheim (3:2 n. V.), verletzte sich Scherff im Training und erlitt einen Kreuzbandriss. Nach knapp einem Jahr verletzungsbedingter Pause, Scherff trat in Saison 2021/22 nicht mehr in Erscheinung, kehrte er Mitte August 2022 während des Zweitliga-Auswärtsspiels der Saison 2022/23 beim SV Darmstadt 98 für einen zwanzig-minütigen Einsatz in die 1. Herrenmannschaft zurück. Über die gesamte Spielserie hinweg brachte er es, zwischenzeitlich erneut durch Verletzungen zurückgeworfen, auf zusammen zehn Einsätze und schaffte mit Hansa auch in jener Saison den Zweitliga-Klassenerhalt. Hierbei lief er anfänglich noch unter Hansa-Trainer Jens Härtel, im Weiteren unter Patrick Glöckner und letztlich unter Alois Schwartz auf. Mit der fünftklassigen Zweitvertretung der Rostocker holte er zudem die Meisterschaft der Oberliga Nordost 2023 und trug mit fünf Einsätzen und einem Tor zum Aufstieg in die Regionalliga Nordost bei. Mitte Juni 2023 verlängerten Scherff und der F.C. Hansa die Zusammenarbeit um ein weiteres Jahr. Noch vor Beginn der neuen Zweitligaspielserie 2023/24 kehrte das Verletzungspech zurück. Scherff zog sich in einem Testspiel einen Wadenbeinbruch zu.
Nachdem sich Scherff Ende 2023 durch drei Einsätze in der 2. Herrenmannschaft der Rostocker wieder in den Kader der Profis zurückkämpfte, laborierte er ab Januar 2024 mit Knieproblemen. Im Sommer 2024 wurde sein Vertrag in Rostock nicht verlängert.

## Erfolge
Hansa Rostock
- Landespokalsieger Mecklenburg-Vorpommern: 2015, 2018, 2019, 2020
- Aufstieg in die 2. Bundesliga: 2021
- Meister der Oberliga Nordost: 2023 (mit dem F.C. Hansa Rostock II)
- Aufstieg in die Regionalliga Nordost: 2023 (mit dem F.C. Hansa Rostock II)